# Praia do Salgado

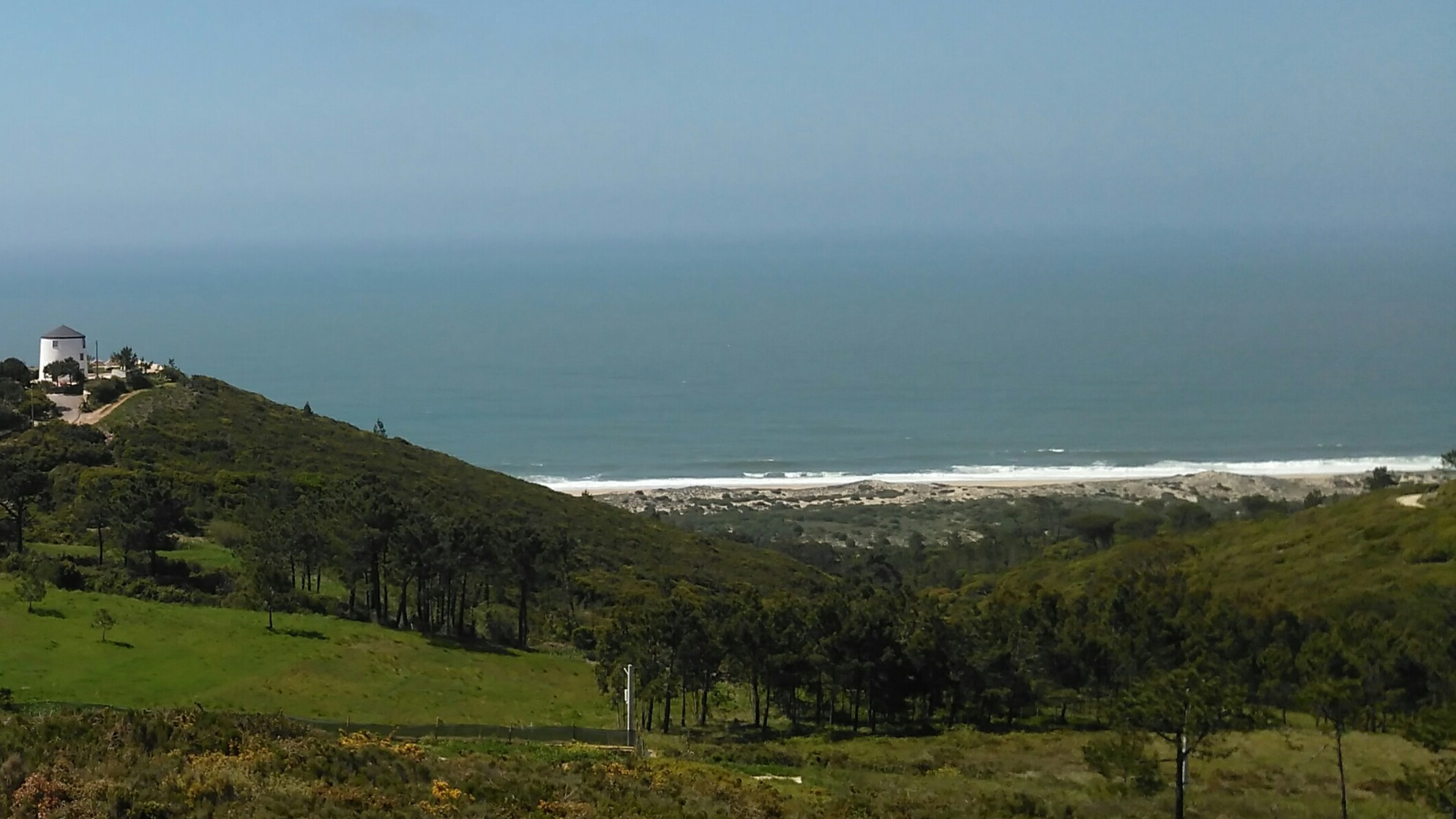
Praia do Salgado vista da Serra da Pescaria

A Praia do Salgado fica situada em Famalicão (Nazaré), a sul do município da Nazaré e a norte de São Martinho do Porto, na região Oeste de Portugal.
A praia estende-se num areal de cerca 6 km de comprimento por cerca de 100 m de largura. O acesso principal permite chegar à zona centro-sul do areal onde existem algumas casas, café e estacionamentos. Os acessos ao sul da praia, uma zona de rochas bastante frequentada por pescadores e mergulhadores, são difíceis. A zona norte da praia também é difícil acesso pelo que se encontra geralmente vazia. Porém na zona norte, existe a prática de naturismo, não sendo esta praia oficial, mas já conta com bastantes adeptos deste modo de estar natural.
A beleza selvagem da Serra da Pescaria e da Praia do Salgado é o cenário privilegiado para a prática de desportos de natureza e de ar livre, com especial destaque para o parapente.